# Maurice Chevalier
Maurice Chevalier (12. září 1888 Paříž – 1. ledna 1972 Paříž) byl francouzský herec, tanečník, šansoniér a zpěvák, držitel cen Oscar a Zlatý glóbus za celoživotní dílo, držitel ceny Tony.

## Život

### Mládí

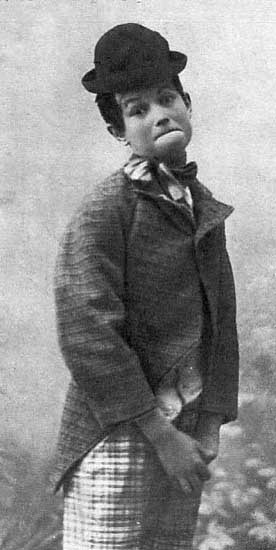
Maurice Chevalier na počátku kariéry, kolem 1901–1902

Narodil se v chudinské čtvrti Paříže ve velice nuzných poměrech jako deváté dítě v rodině. Dětského věku se dožili jen tři chlapci, z nichž Maurice byl nejmladší. Když mu bylo osm let, otec rodinu opustil a matka musela tvrdě pracovat, aby své děti uživila. V roce 1898 onemocněla a Maurice byl po dobu jejího pobytu v nemocnici umístěn na několik týdnů do dětského domova. Nejstarší bratr Charles odešel na vojnu, v roce 1900 se oženil a zařídil si vlastní domácnost. Finanční situace rodiny se zlepšila, když bratr Paul získal stálé zaměstnání jako dělník a přispíval matce k jejímu příjmu uklízečky. Maurice s matkou o sobotách a nedělích často navštěvoval zábavné podniky v okolí, kde byl fascinován vystoupením akrobatů a zpěváků.
Po absolvování základní školy vystřídal několik zaměstnání, ale nikde dlouho nevydržel. Byl rozhodnutý stát se akrobatem a zpěvákem. Od dětství si musel přivydělávat na živobytí různou drobnou uměleckou činností. Ve dvanácti letech poprvé veřejně vystoupil v kavárně v místní čtvrti Ménilmontant, ale sklidil posměch, protože zpíval v jiné tónině než klavírní doprovod. Postupně si začal uvědomovat co je potřeba k tomu, stát se umělcem. S pomocí zpěváka Boucota pilně nacvičoval své písně a komické výstupy. V prosinci 1901 se dočkal prvního úspěchu v Casinu des Tourelles, kde získal na několik týdnů placenou smlouvu. Vystřídal další podniky a v březnu 1903 se jeho jméno poprvé objevilo v tisku. Agent Dalos mu zprostředkoval šňůru vystoupení ve městech na západ od Paříže, kterou musel předčasně ukončit kvůli porušení smlouvy. Znovu zkoušel štěstí v pařížských kavárnách a kabaretech, ale pomalu se smiřoval s myšlenkou, že si bude muset najít seriózní povolání. Obrat přinesla nabídka z hudebního divadla Parisiana v srpnu 1904, která mu na šest měsíců zajistila angažmá a slušný příjem. Zpíval sólové šansony a jeho jméno začalo být známé nejen v Paříži, ale i dalších městech. Své výstupy zpestřoval stepováním, tancem s akrobatickými prvky a hereckými kreacemi. V roce 1908 získal první role ve dvou krátkých filmech. Díky novým finančním prostředkům se s matkou přestěhoval do většího bytu. V roce 1909 se seznámil se zpěvačkou Fréhel, s níž prožil rok společného života pod vlivem alkoholu, kokainu a jiných drog.(Na kokainu byl Chevalier závislý až do svého zranění během 1. světové války.)

### Počáteční úspěchy

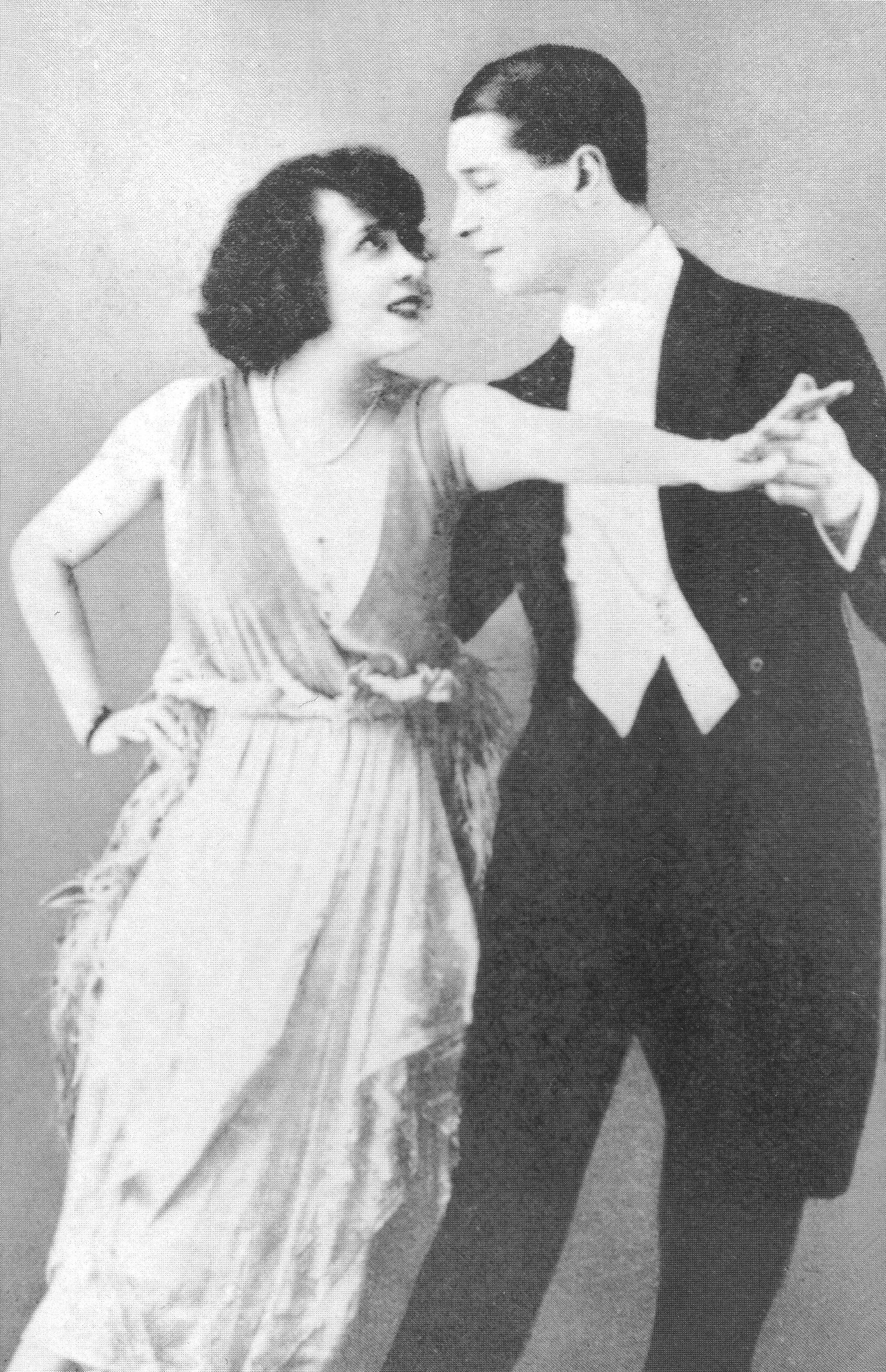
Maurice Chevalier a Mistinguett

Už ve dvaceti letech vystupoval v později velmi slavném pařížském kabaretu Folies Bergère s jeho tehdejší hvězdou Mistinguett. Chevalier byl jejím tanečním partnerem v komediální scéně s názvem La Valse renversante (Ohromující ‎‎valčík‎). V průběhu zkoušek se sblížili a jejich vztah trval asi deset let. Chevalier později prohlásil, že to byla jediná žena, kterou opravdu miloval.‎ Společně navštívili Londýn, kde Chevaliera okouzlilo anglické hudební divadlo, což mělo vliv na postupnou změnu jeho stylu od komického zpěváka k elegantnímu, šarmantnímu gentlemanovi.
Až do první světové války jeho popularita a kariéra prudce stoupala vzhůru. V prosinci 1913 však musel nastoupit dlouho odkládanou povinnou vojenskou službu. V srpnu 1914 byl na frontě zraněn šrapnelem, který zasáhl jeho pravou plíci a padl do zajetí. Byl internován v táboře poblíž Berlína, stal se ošetřovatelem a po večerech s dalšími umělci pořádali improvizované divadelní výstupy. Od anglického zajatce se učil angličtinu. V létě 1916 byl propuštěn prostřednictvím Červeného kříže, velkou zásluhu na tom měla přímluva Mistinguett. Vrátil se do Paříže a okamžitě začal vystupovat bez ohledu na oslabené zdraví. S Mistinguett sklízeli úspěchy na scénách Folies Bergère, Femina a Marigny.
Koncem roku 1918 Chevalier odjel na pozvání americké umělkyně Elsie Janis do Londýna, kde spolu tři měsíce vystupovali v Palace Theatre. Chevalier tam v březnu 1919 nahrál jednu z písní na gramofonovou desku, což byl začátek jeho dlouhé nahrávací kariéry, která trvala až do roku 1970.

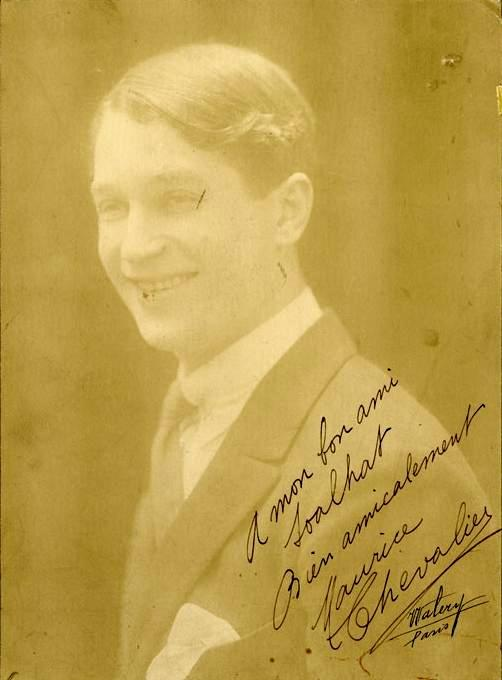
Maurice Chevalier na fotografii Luciena Waleryho (cca 1920)

Po návratu do Francie pokračoval v úspěšné kariéře. V lednu 1920 nahrál své první francouzské desky a s písní Les Jazz Bands se stal prvním francouzským umělcem, který imitoval jazz. Chevalierova popularita rostla, absolvoval turné po francouzských městech, byl hvězdou hudebních scén v Paříži. V roce 1921 měl velký úspěch v jednom z představení, když se objevil ve smokingu s motýlkem, hůlkou a slaměným kloboukem. Od té doby se tento kostým stal jeho typickou značkou, v níž ho poznávali lidé na celém světě. V letech 1922-1923 exceloval v muzikálu Dédé, který dosáhl 520 repríz a uvažovalo se o jeho uvedení v USA. Chevalier odjel s Mistinguett na studijní cestu do New Yorku, ale během zpáteční cesty se oficiálně rozešli.  
Náročné pracovní vytížení se projevilo na jeho zdravotním stavu, trpěl výpadky paměti a depresemi. Několik měsíců byl hospitalizován na psychiatrické klinice a teprve koncem roku 1923 začal jeho postupný návrat na scénu. V následujícím roce vystupoval také v Belgii, severní Africe, Švýcarsku, Španělsku a Argentině. Po návratu do Paříže byl angažován se svou novou partnerkou do revue s názvem Paris en fleurs (Rozkvetlá Paříž). Chevalier v ní poprvé zpíval píseň Valentine (text Albert Willemetz, hudba Henri Christiné), která se stala jeho největším hitem. Měl široký repertoár od lidových popěvků přes šansony až k hlasově náročnějším operetním áriím.     

### Filmová kariéra v Hollywoodu

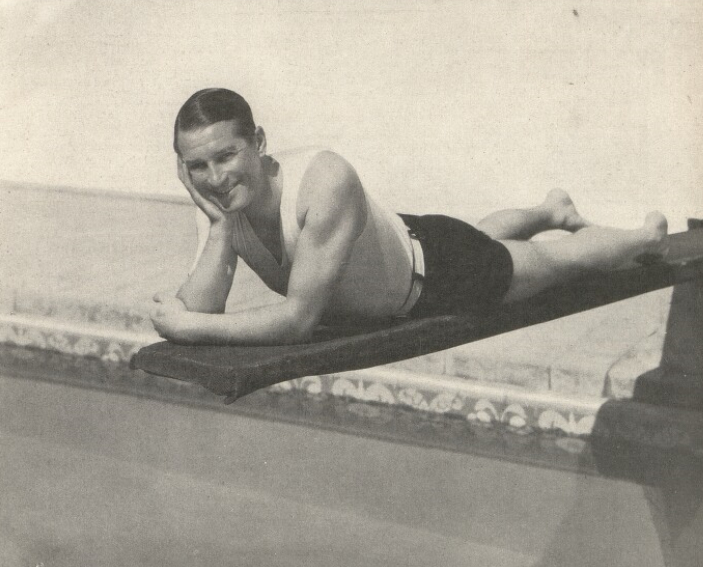
Maurice Chevalier v roce 1932 vystoupil v pražské Lucerně

V říjnu 1927 se oženil s Yvonne Vallée a manželé odjeli do USA, kde měl Chevalier natáčet film pro společnost Paramount. Jeho první celovečerní film s názvem Innocents of Paris (Nevinní z Paříže) byl natáčen ve dvou jazykových verzích, anglické a francouzské, stejně jako většina jeho dalších amerických filmů. V týdnech před oficiální premiérou filmu Chevalier vystupoval v newyorském kabaretu Ziegfeld Theatre Roof Garden. Písně zpíval ve francouzštině, ale v úvodu publiku anglicky představil jejich námět. Tento způsob prezentace se setkal s velkým ohlasem a byl příznivě přijat i v místním tisku.
Chevalier pokračoval v natáčení dalších filmů, z nichž největší komerční úspěch zaznamenala Přehlídka lásky (The Love Parade) z roku 1929. Chevalierovi přinesla nominaci na Oscara pro nejlepšího herce. Během sedmi let v Americe Chevalier natočil 21 filmů. Mezi natáčením vystupoval na Broadway, mj. i s orchestrem Duke Ellingtona. V letních měsících manželé Chevalierovi odpočívali ve své vile v Cannes. Na podzim 1932 zavítal do Prahy a uspořádal koncert v pražské Lucerně. Chevalier za pohádkové honoráře vystupoval v Paříži a Londýně, v médiích byl označován za nejdražšího umělce na světě. Z části svých příjmů financoval domov pro vysloužilé umělce, ale jeho šetrnost, způsobená obavou z možné chudoby, mu vynesla pověst lakomce. Práci v Americe nemohl přerušit ani po zprávě o smrti své matky, kterou velmi miloval. V ateliérech se seznámil s Marlen Dietrichovou a jejich přátelství bylo důvodem rozvodu s Yvonne v lednu 1933.  Práce v Hollywoodu skončila v roce 1935 roztržkou s vedením společnosti MGM.

### Hudební kariéra

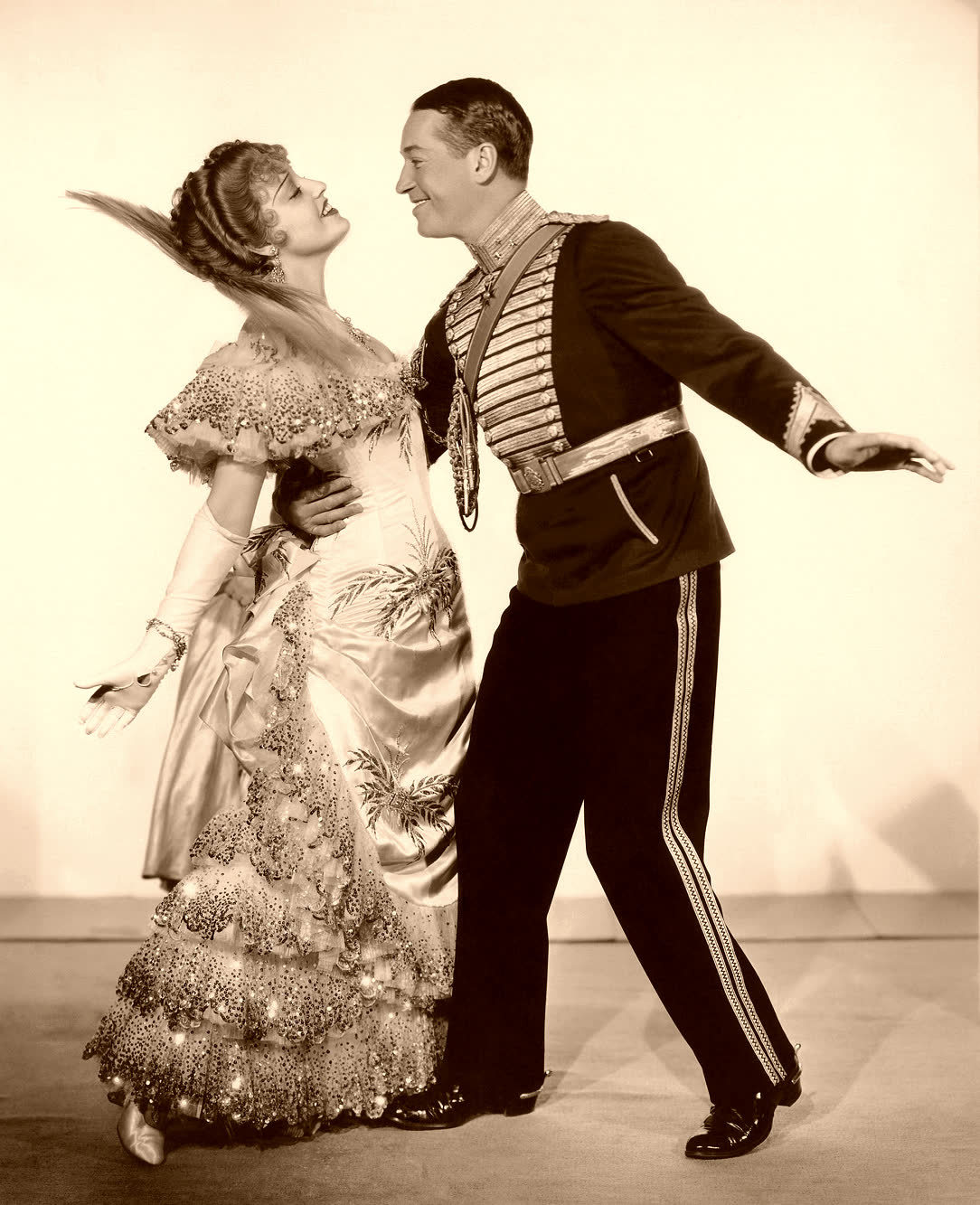
Maurice Chevalier a Jeanette MacDonaldová ve filmu Veselá vdova, 1934

Odešel z Paříže sbírat zkušenosti do anglického music-hallu. Jednu z prvních písní mu tehdy napsal Cole Porter. Po první návštěvě USA mu velice učarovala černošská hudba a show. Svůj vysoký osobní šarm a charisma navíc vylepšil slaměným kloboukem, který se pak už natrvalo stal nezbytným a legendárním oděvním doplňkem při všech jeho veřejných vystoupeních. Jeho popularita prudce stoupala na obou stranách Atlantiku, ve třicátých letech byl už považován za hvězdu. Pro Francouze byl představitelem amerických novot, které sebou přinášel nový vzrušující hudební styl té doby, jímž byl jazz, pro Američany se naopak stal určitým symbolem francouzského šarmu a noblesy. Po celém světě pak jeho popularitu zvyšovaly i hollywoodské filmy, v nichž hrál.
V polovině třicátých let opustil USA a vrátil se zpět do Evropy. Francouzské obecenstvo přivítalo Chevalierův návrat s nadšením. Představil nové písně, které se staly trvalou součástí jeho repertoáru, např. Prosper, Quand un vicomte, Donnez-moi la main mam'zelle). Seznámil se s mladou herečkou Nitou Raya, která se stala jeho partnerkou na příštích 10 let.  Poté, co natočil 3 nepříliš úspěšné filmy, se rozhodl soustředit se výhradně na zpěv. Mezi svými závazky v Paříži pořádal turné po Evropě v doprovodu Nity Raya. Na přelomu roku 1939 a 1940 měl několik úspěšných vystoupení s Josephinou Bakerovou.

### Válečná léta
Válečná léta strávil s Nitou Raya, která byla Židovka, a skupinou přátel v Cannes ve svobodné zóně. Odmítal návrhy na vystoupení v okupované Paříži i práci v Americe. Chevalier nechtěl opustit Francii a tvrdil, že "když je matka nemocná, její synové by neměli odcházet". S doprovodem klavíristy zpíval v malých městech a vesnicích, vystupoval na různých charitativních akcích. Poprvé ve své kariéře začal v roce 1941 skládat vlastní písně, protože mu chyběli autoři. V září 1941souhlasil s vystoupením v Paříži, ale německé úřady zneužily jeho příjezd k propagandě a zkreslily jeho postoje. Výměnou za deset francouzských zajatců souhlasil s vystoupením v zajateckém táboře v Německu, kde byl vězněn za 1. světové války. Tyto ústupky dělal, aby ochránil svou rodinu a přátele. Na začátku roku 1943 se po krátkém turné v jižní zóně rozhodl ukončit veškerou hudební činnost. Pustil se do psaní prvního svazku svých memoárů s názvem Ma route et mes chansons (Má cesta a moje písně). Celkem bylo vydáno deset svazků.
V londýnském rádiu byl nespravedlivě označen za kolaboranta nacistického režimu a francouzským odbojem odsouzen k smrti. Ukrýval se u přátel na vesnici, ale v září 1944, po osvobození Francie, byl obviněn ze spolupráce s okupanty a předveden k výslechu před velitele odbojářů. Teprve s pomocí přátel a britského válečného zpravodaje Daily Expressu Basila Cardewa, kterému podrobně vysvětlil své chování během okupace, se mu podařilo rehabilitovat se v očích veřejného mínění. Podpořil ho také Louis Aragon svým článkem v komunistickém deníku Ce soir.  Oficiálně byl zproštěn obvinění v prosinci 1944 výborem pro očistu. Poté obnovil svou aktivní uměleckou činnost, vystupoval před tisíci diváků po celé Francii jako sólový zpěvák. Tento formát koncertů one man show pak převažoval po dobu jeho další kariéry. Koncem března 1945 nahrál píseň Fleur de Paris (Květ Paříže), kterou si definitivně získal srdce většiny Francouzů.

### Poválečná kariéra

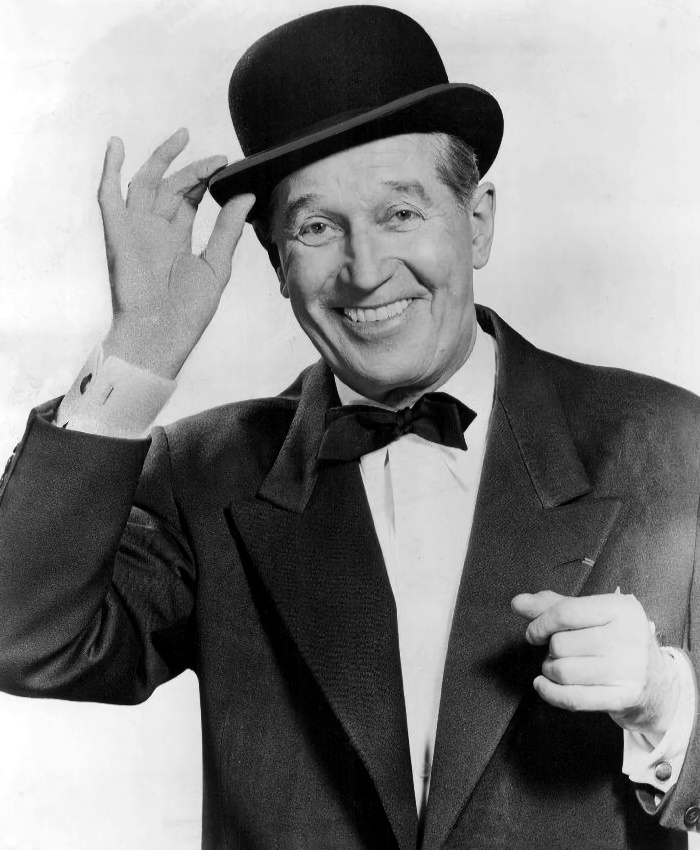
Maurice Chevalier v roce 1959

Po válce Chevalier absolvoval úspěšná turné po Evropě, triumfální úspěch ho čekal v USA a Kanadě roku 1947. V letech 1951 až 1955 mu byl zakázán vstup na území USA, protože podepsal Stockholmskou výzvu proti jaderným zbraním.
Začátkem 50. let koupil velkou usedlost nedaleko Paříže v Marnes-la-Coquette, kterou nazval La Louque, což byla přezdívka jeho matky. Svou vilu v Cannes věnoval asociaci SACEM pečující o autorská práva umělců. Od těchto let žil s tanečnicí Odette Meslierovou.
Ve filmu se posléze s postupujícím věkem postupně přeladil z polohy elegantního bohéma či šaramantního bonvivána na herce výrazných charakterových rolí. Přijal roli ve filmu Reného Claira Mlčeti zlato (Le silence est d'or), který získal ocenění na mnoha filmových festival a samotný Chevalier dostal cenu za nejlepší herecký výkon na festivalu v Locarnu. Následovaly další filmy, z nichž velký úspěch zaznamenal zejména romantický muzikál Gigi z roku 1958, který získal 9 Oscarů a Chevalier byl nominován na Zlatý globus.  Na počátku 60. let natočil osm filmů, včetně Can-Can v roce 1960 a Fanny o rok později, které mu přinesly další nominace na Zlatý globus. Byl uznáván jako spisovatel, jeho knihy dosahovaly vysokých prodejů nejen ve Francii.
Popularitu si však získával především bezprostředním kontaktem s publikem na koncertech, které pořádal po celém světě až do vysokého věku. Až do konce svého života udivoval a překvapoval diváky i kritiku svojí osobní svěžestí a neutuchajícím entuziasmem. Na poli světového šansonu se stal nejdůležitějším představitelem tzv. „lehké“ větve šansonu, která si příliš neláme hlavu světobornými problémy a projevuje se spíš svojí živočišnou radostí z prostého života. Je možné, že právě touto svojí uměleckou polohou dost výrazně ovlivnil další vývoj celého žánru. Přestože ho proslavily především francouzské šansony, nebál se experimentovat s různými žánry jako jsou jazz, rock nebo beat.

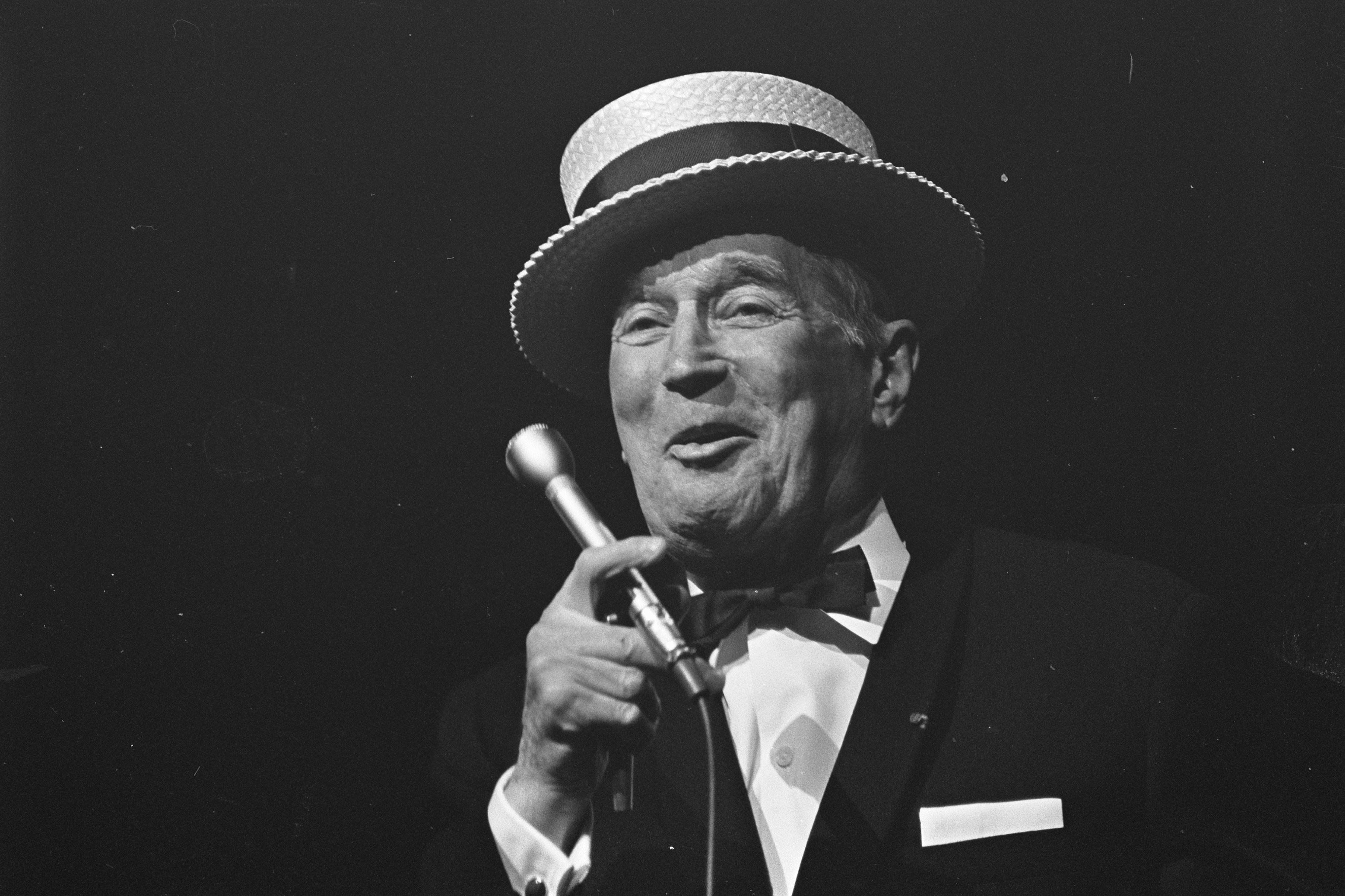
Maurice Chevalier během svého posledního turné. Concertgebouw Amsterdam, únor 1968

Na závěr své kariéry vystoupil jako zvláštní host na Světové výstavě v Montrealu. V ‎‎roce 1967 se‎‎ Maurice Chevalier rozloučil velkým turné po celém světě, během kterého navštívil téměř 20 zemí. Svou kariéru zakončil v ‎‎Paříži v‎‎ ‎‎Théâtre des Champs-Élysées, ‎‎kde od 1. do ‎‎ ‎‎20.‎‎ ‎‎ října ‎‎1968‎ ‎‎ vystupoval před vyprodaným hledištěm.
V březnu 1971 se pokusil o sebevraždu, protože trpěl depresemi z nudy a samoty. V nemocnici ho zachránili, ale požité barbituráty mu poškodily životně důležité orgány. V prosinci 1971 byl znovu hospitalizován kvůli selhání ledvin. Zemřel 1. ledna 1972 se svým typickým úsměvem na tváři. Byl pohřben vedle své matky na hřbitově v Marnes-la-Coquette u Paříže.
Během své sedmdesátileté kariéry nazpíval více než 500 písní, mezi nejznámější patří Prosper (Yop la boum) (1935), Paris sera toujours Paris, La Chanson du maçon, Dans la vie faut pas s'en faire, Ça sent si bon la France, Ma pomme, Valentine nebo Ah ! si vous connaissiez ma poule. Na konci života si Maurice Chevalier do svého deníku poznamenal: „Jestli se mi opravdu v životě něco povedlo, pak to, že jsem spojil eleganci a smích, šarm a grotesknost, zpívanou komedii a taneční klaunství.“ 
Byl rytířem řádu čestné legie, držitelem Národního řádu za zásluhy Francie a Válečného kříže z 1. světové války.

## Česká diskografie

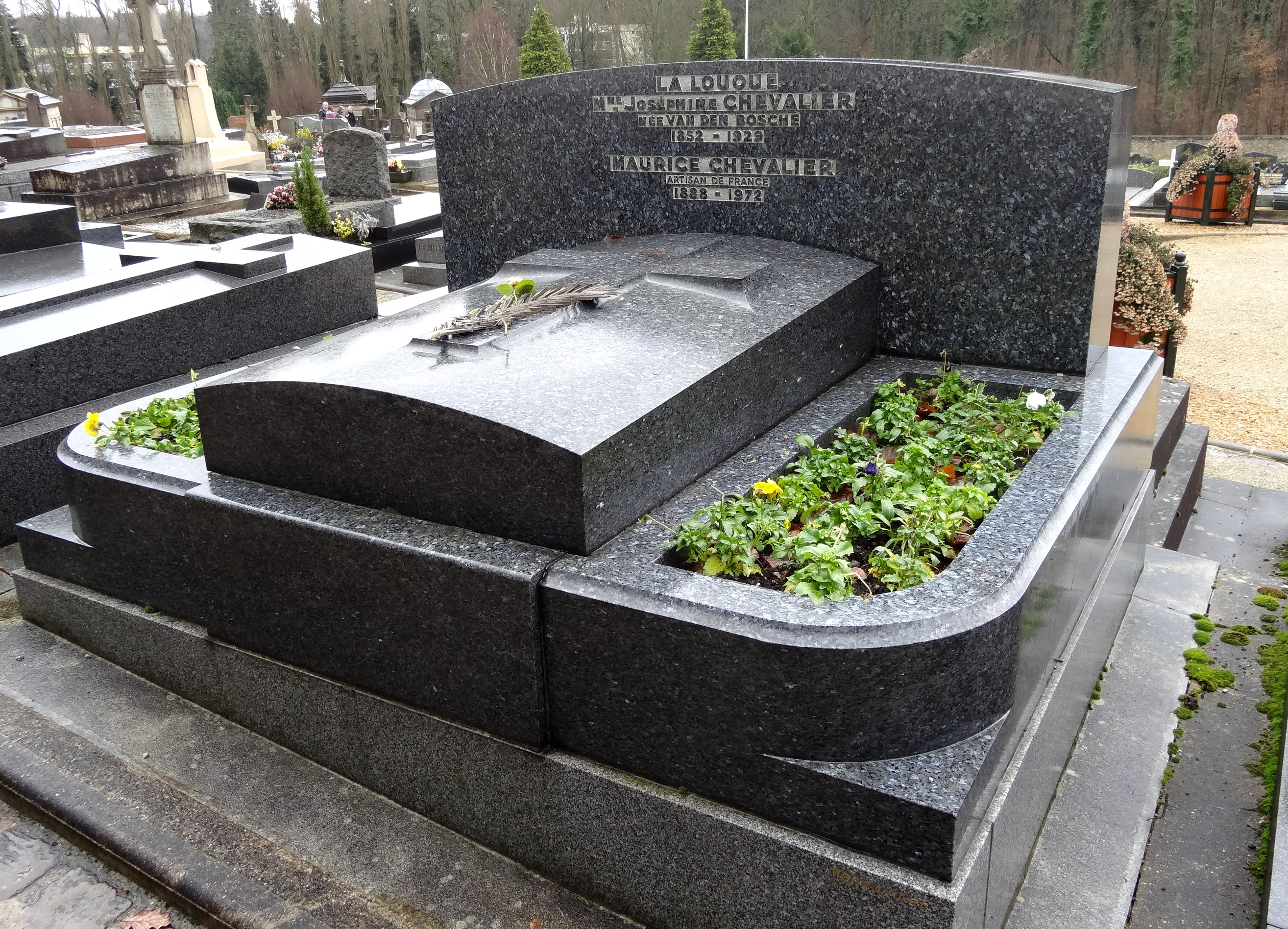
Hrob Maurice Chevaliera a jeho matky v Marnes-la-Coquette

- Maurice Chevalier - Supraphon 1969 (doprovodný text na obalu desky napsal Miroslav Horníček)